# Melvin Guillard
Melvin Paul Guillard, Jr. (New Orleans, 30 marzo 1983) è un lottatore di arti marziali miste statunitense.
Combatte nella divisione dei pesi leggeri per la promozione WSOF.
Dal 2005 al 2014 ha lottato nella prestigiosa promozione UFC prendendo parte alla seconda stagione del reality show The Ultimate Fighter; nell'organizzazione di proprietà della Zuffa ha totalizzato un record di 13 vittorie e 9 sconfitte.

## Carriera nelle arti marziali miste

### Inizi
Guillard ha iniziato come professionista nel novembre 2002 lottando in federazioni e manifestazioni di livello statale o nazionale, arrivando in meno di un anno a mettere a segno un record di 11-0.
Con la franchigia Freestyle Fighting Championships arriva la prima sconfitta ad opera del brasiliano Carlo Prater; terminerà il suo apporto all'FFC nel 2005 siglando un record di 18-4-2 (1).

### Ultimate Fighting Championship
Guillard entra nell'UFC grazie alla seconda serie del reality show The Ultimate Fighter, andata in onda negli Stati Uniti nel 2005: in quel frangente esordisce bene sconfiggendo per KO tecnico Marcus Davis.
Successivamente le sue prestazioni risulteranno altalenanti, alternando vittorie contro buoni avversari come Dennis Siver a parecchie sconfitte.
Dopo un record personale in UFC di 6-4 Guillard inanella ben cinque vittorie di fila ma in seguito incappa in una doppia sconfitta da Joe Lauzon e Jim Miller.
Torna alla vittoria nel luglio 2012 ai punti contro il brasiliano Fabrício Camões.
Lo stesso anno sfida il forte thaiboxer Donald Cerrone, un top 10 di categoria, perdendo malamente per KO.
Guillard avrebbe dovuto affrontare l'ex campione WEC Jamie Varner il 15 dicembre 2012 con l'evento The Ultimate Fighter: Team Carwin vs. Team Nelson Finale, ma Varner ebbe un malore il giorno stesso del combattimento e quindi la sfida venne posticipata di due settimane all'evento UFC 155: Dos Santos vs. Velasquez II: qui Guillard perse ancora, questa volta ai punti con un curioso punteggio da parte dei giudici, in quanto due di loro assegnarono 30-27 a Varner e uno assegnò 30-27 a Guillard.
Torna alla vittoria nel 2013 con uno spettacolare KO ai danni di Mac Danzig, il quale vinse il torneo della sesta stagione del reality show The Ultimate Fighter; la vittoria gli valse il riconoscimento Knockout of the Night.
Lo stesso anno affronta in Inghilterra l'atleta di casa Ross Pearson: l'incontro termina con un No Contest a causa di una ginocchiata illegale da parte di Guillard; venne subito programmato un rematch tra i due per marzo 2014 ma Pearson s'infortunò e venne quindi rimpiazzato da Michael Johnson: Guillard perse ai punti un incontro non certo spettacolare e dopo tale sconfitta venne licenziato dall'UFC mettendo fine ad una carriera nella massima promozione di MMA che durava dal 2005 con un record parziale di 13-9 ed un "No Contest".

### World Series of Fighting
Poche settimane dopo Guillard rese noto di aver firmato un nuovo contratto con la promozione emergente World Series of Fighting.
Debutta nel luglio 2014 con una vittoria per KO tecnico contro l'ex Strikeforce Gesias Cavalcante in un incontro nel quale Guillard mancò il limite di peso.
In novembre avrebbe dovuto lottare per il titolo contro l'imbattuto campione in carica Justin Gaethje, ma Guillard mancò nuovamente il peso e l'incontro non fu quindi valido per la cintura: Guillard venne sconfitto per decisione non unanime.

## Risultati nelle arti marziali miste
Gli incontri segnati su sfondo grigio si riferiscono ad incontri di esibizione non ufficiali o comunque non validi per essere integrati nel record da professionista.
| Risultato  | Record      | Avversario         | Metodo                            | Evento                                                        | Data              | Round | Tempo | Città                      | Note                                      |
| ---------- | ----------- | ------------------ | --------------------------------- | ------------------------------------------------------------- | ----------------- | ----- | ----- | -------------------------- | ----------------------------------------- |
| Sconfitta  | 32–15–2 (2) | Brandon Girtz      | Decisione (split)                 | Bellator 141                                                  | 28 agosto 2015    | 3     | 5:00  | Temecula, Stati Uniti      | Debutto nel Bellator                      |
| Sconfitta  | 32-14-2 (2) | Justin Gaethje     | Decisione (non unanime)           | WSOF 15: Branch vs. Okami                                     | 15 novembre 2014  | 3     | 5:00  | Tampa, Stati Uniti         |                                           |
| Vittoria   | 32-13-2 (2) | Gesias Cavalcante  | KO Tecnico (colpi)                | WSOF 11: Gaethje vs. Newell                                   | 5 luglio 2014     | 2     | 2:36  | Daytona Beach, Stati Uniti | Debutto in WSOF                           |
| Sconfitta  | 31-13-2 (2) | Michael Johnson    | Decisione (unanime)               | UFC Fight Night: Gustafsson vs. Manuwa                        | 8 marzo 2014      | 3     | 5:00  | Londra, Regno Unito        |                                           |
| No Contest | 31-12-2 (2) | Ross Pearson       | No Contest (ginocchiata illegale) | UFC Fight Night: Machida vs. Muñoz                            | 26 ottobre 2013   | 1     | 1:57  | Manchester, Regno Unito    |                                           |
| Vittoria   | 31-12-2 (1) | Mac Danzig         | KO (pugni)                        | UFC on Fox: Johnson vs. Moraga                                | 27 luglio 2013    | 2     | 2:47  | Seattle, Stati Uniti       |                                           |
| Sconfitta  | 30-12-2 (1) | Jamie Varner       | Decisione (non unanime)           | UFC 155: Dos Santos vs. Velasquez II                          | 29 dicembre 2012  | 3     | 5:00  | Las Vegas, Stati Uniti     |                                           |
| Sconfitta  | 30-11-2 (1) | Donald Cerrone     | KO (calcio alla testa e pugno)    | UFC 150: Henderson vs. Edgar II                               | 11 agosto 2012    | 1     | 1:16  | Denver, Stati Uniti        |                                           |
| Vittoria   | 30-10-2 (1) | Fabrício Camões    | Decisione (unanime)               | UFC 148: Silva vs. Sonnen II                                  | 7 luglio 2012     | 3     | 5:00  | Las Vegas, Stati Uniti     |                                           |
| Sconfitta  | 29-10-2 (1) | Jim Miller         | Sottomissione (rear naked choke)  | UFC on FX: Guillard vs. Miller                                | 20 gennaio 2012   | 1     | 2:04  | Nashville, Stati Uniti     |                                           |
| Sconfitta  | 29–9-2 (1)  | Joe Lauzon         | Sottomissione (rear naked choke)  | UFC 136: Edgar vs. Maynard III                                | 8 ottobre 2011    | 1     | 0:47  | Houston, Stati Uniti       |                                           |
| Vittoria   | 29–8-2 (1)  | Shane Roller       | KO (pugni)                        | UFC 132: Cruz vs. Faber                                       | 2 luglio 2011     | 1     | 2:12  | Las Vegas, Stati Uniti     |                                           |
| Vittoria   | 28–8-2 (1)  | Evan Dunham        | KO Tecnico (ginocchiate)          | UFC: Fight For The Troops 2                                   | 22 gennaio 2011   | 1     | 2:58  | Fort Hood, Stati Uniti     |                                           |
| Vittoria   | 27–8-2 (1)  | Jeremy Stephens    | Decisione (non unanime)           | UFC 119: Mir vs. Cro Cop                                      | 25 settembre 2010 | 3     | 5:00  | Indianapolis, Stati Uniti  |                                           |
| Vittoria   | 26–8-2 (1)  | Waylon Lowe        | KO (ginocchiata al corpo)         | UFC 114: Rampage vs. Evans                                    | 29 maggio 2010    | 1     | 3:28  | Las Vegas, Stati Uniti     |                                           |
| Vittoria   | 25–8-2 (1)  | Ronys Torres       | Decisione (unanime)               | UFC 109: Relentless                                           | 6 febbraio 2010   | 3     | 5:00  | Las Vegas, Stati Uniti     |                                           |
| Sconfitta  | 24–8-2 (1)  | Nate Diaz          | Sottomissione (ghigliottina)      | UFC Fight Night: Diaz vs. Guillard                            | 16 settembre 2009 | 2     | 2:13  | Oklahoma City, Stati Uniti |                                           |
| Vittoria   | 24–7-2 (1)  | Gleison Tibau      | Decisione (non unanime)           | The Ultimate Fighter: United States vs. United Kingdom Finale | 20 giugno 2009    | 3     | 5:00  | Las Vegas, Stati Uniti     |                                           |
| Vittoria   | 23–7-2 (1)  | Dennis Siver       | KO (pugni)                        | UFC 86: Jackson vs. Griffin                                   | 5 luglio 2008     | 1     | 0:36  | Las Vegas, Stati Uniti     |                                           |
| Vittoria   | 22–7-2 (1)  | Eric Regan         | Decisione (unanime)               | RITC 105: Friday Night Fights                                 | 7 marzo 2008      | 3     | 3:00  | Phoenix, Stati Uniti       |                                           |
| Sconfitta  | 21–7-2 (1)  | Rich Clementi      | Sottomissione (rear naked choke)  | UFC 79: Nemesis                                               | 29 dicembre 2007  | 1     | 4:40  | Las Vegas, Stati Uniti     |                                           |
| Sconfitta  | 21–6-2 (1)  | Joe Stevenson      | Sottomissione (ghigliottina)      | UFC Fight Night: Stevenson vs Guillard                        | 5 aprile 2007     | 1     | 0:27  | Las Vegas, Stati Uniti     |                                           |
| Vittoria   | 21–5-2 (1)  | Gabe Ruediger      | KO (pugno al corpo)               | UFC 63: Hughes vs. Penn                                       | 23 settembre 2006 | 2     | 1:01  | Anaheim, Stati Uniti       |                                           |
| Vittoria   | 20–5-2 (1)  | Rick Davis         | KO (pugno)                        | UFC 60: Hughes vs. Gracie                                     | 27 maggio 2006    | 1     | 1:37  | Los Angeles, Stati Uniti   |                                           |
| Sconfitta  | 19–5-2 (1)  | Josh Neer          | Sottomissione (triangolo)         | UFC Ultimate Fight Night 3                                    | 16 gennaio 2006   | 1     | 4:20  | Las Vegas, Stati Uniti     |                                           |
| Vittoria   | 19–4-2 (1)  | Marcus Davis       | KO Tecnico (ferita)               | The Ultimate Fighter 2 Finale                                 | 5 novembre 2005   | 2     | 2:55  | Las Vegas, Stati Uniti     | Debutto in UFC                            |
| Sconfitta  | NU          | Josh Burkman       | Decisione (unanime)               | The Ultimate Fighter 2                                        | 29 agosto 2005    | 3     | 5:00  | Las Vegas, Stati Uniti     | Torneo dei Pesi Welter TUF 2, Primo turno |
| No Contest | 18–4-2 (1)  | Roger Huerta       | No Contest (utilizzo di unguento) | Freestyle Fighting Championships 14                           | 5 marzo 2005      | 1     | 2:24  | Biloxi, Stati Uniti        |                                           |
| Vittoria   | 18–4-2      | Peter Kaljevic     | KO Tecnico (gomitate)             | Freestyle Fighting Championships 14                           | 5 marzo 2005      | 1     | 2:24  | Biloxi, Stati Uniti        |                                           |
| Vittoria   | 17–4-2      | Darrell Smith      | KO Tecnico (pugni)                | Freestyle Fighting Championships 14                           | 5 marzo 2005      | 1     | 3:07  | Biloxi, Stati Uniti        |                                           |
| Vittoria   | 16–4-2      | Rob Emerson        | Decisione (non unanime)           | RCF: Cold Hearted                                             | 19 febbraio 2005  | 3     | 5:00  | Biloxi, Stati Uniti        |                                           |
| Sconfitta  | 15–4-2      | Santino Defranco   | Sottomissione (triangolo)         | ISCF: Domination at the DAC                                   | 20 novembre 2004  | 1     | 2:33  | Atlanta, Stati Uniti       |                                           |
| Vittoria   | 15–3-2      | Jason Hathaway     | KO Tecnico (pugni)                | ISCF: Compound Fracture                                       | 15 ottobre 2004   | 1     | 0:37  | Atlanta, Stati Uniti       |                                           |
| Parità     | 14–3-2      | Laverne Clark      | Parità                            | RCF: Duel in the Delta                                        | 25 settembre 2004 | 3     | 5:00  | Tunica, Stati Uniti        |                                           |
| Vittoria   | 14–3-1      | Angel Nievens      | Decisione (unanime)               | FFC 11: Explosion                                             | 10 settembre 2004 | 3     | 5:00  | Biloxi, Stati Uniti        |                                           |
| Sconfitta  | 13–3-1      | Ryan Stout         | Sottomissione (armbar)            | Battle of New Orleans 14                                      | 10 luglio 2004    | 1     | 2:55  | New Orleans, Stati Uniti   |                                           |
| Parità     | 13–2-1      | Lee King           | Parità                            | Battle of New Orleans 13                                      | 25 giugno 2004    | 3     | 5:00  | New Orleans, Stati Uniti   |                                           |
| Vittoria   | 13–2        | Rich Miller        | KO Tecnico (pugni)                | Extreme Challenge 58                                          | 11 giugno 2004    | 2     | 2:07  | Medina, Stati Uniti        |                                           |
| Vittoria   | 12–2        | Kyle Bradley       | KO Tecnico (pugni)                | Freestyle Fighting Championships 9                            | 14 maggio 2004    | 1     | 4:20  | Biloxi, Stati Uniti        |                                           |
| Sconfitta  | 11–2        | Jake Short         | Decisione (unanime)               | Freestyle Fighting Championships 8                            | 5 marzo 2004      | 3     | 5:00  | Biloxi, Stati Uniti        |                                           |
| Sconfitta  | 11–1        | Carlo Prater       | Sottomissione (ghigliottina)      | Freestyle Fighting Championships 7                            | 19 dicembre 2003  | 1     | 2:32  | Biloxi, Stati Uniti        |                                           |
| Vittoria   | 11–0        | Justin Wieman      | KO Tecnico (pugni)                | ISCF: Anarchy in August                                       | 2 agosto 2003     | 2     | -     | Atlanta, Stati Uniti       |                                           |
| Vittoria   | 10–0        | Kyle Bradley       | Sottomissione (armlock)           | FFC 6: No Love                                                | 11 luglio 2003    | 1     | 2:54  | Biloxi, Stati Uniti        |                                           |
| Vittoria   | 9–0         | Paul Purcell       | KO Tecnico (pugni)                | Art of War 2                                                  | 21 giugno 2003    | 1     | -     | Kalispell, Stati Uniti     |                                           |
| Vittoria   | 8–0         | Diego Saraiva      | KO (pugni)                        | ISCF: May Madness                                             | 23 maggio 2003    | 1     | -     | Atlanta, Stati Uniti       |                                           |
| Vittoria   | 7–0         | Alex Kronofsky     | KO (pugno)                        | Battle of New Orleans 6                                       | 26 aprile 2003    | 1     | 1:32  | New Orleans, Stati Uniti   |                                           |
| Vittoria   | 6–0         | Aaron Williams     | KO Tecnico (pugni)                | Freestyle Fighting Championships 5                            | 25 aprile 2003    | 1     | 1:43  | Biloxi, Stati Uniti        |                                           |
| Vittoria   | 5–0         | Victor Estrada     | Sottomissione (armbar)            | Battle of New Orleans 5                                       | 22 marzo 2003     | 1     | 2:04  | New Orleans, Stati Uniti   |                                           |
| Vittoria   | 4–0         | Rod Ramirez        | KO Tecnico (pugni)                | Battle of New Orleans 4                                       | 15 febbraio 2003  | 2     | 0:32  | New Orleans, Stati Uniti   |                                           |
| Vittoria   | 3–0         | Joe Jordan         | Decisione (unanime)               | Battle of New Orleans 3                                       | 18 gennaio 2003   | 2     | 5:00  | New Orleans, Stati Uniti   |                                           |
| Vittoria   | 2–0         | Jonathon Hargroder | KO (pugno)                        | Battle of New Orleans 2                                       | 21 dicembre 2002  | 1     | 0:31  | New Orleans, Stati Uniti   |                                           |
| Vittoria   | 1–0         | Calvin Martin      | Decisione (unanime)               | Battle of New Orleans 1                                       | 16 novembre 2002  | 2     | 5:00  | New Orleans, Stati Uniti   |                                           |